# Arctosa kolosvaryi
Arctosa kolosvaryi är en spindelart som först beskrevs av Lodovico di Caporiacco 1947.  Arctosa kolosvaryi ingår i släktet Arctosa och familjen vargspindlar.
Artens utbredningsområde är Etiopien. Inga underarter finns listade i Catalogue of Life.